# Софіївка (Миколаївська селищна громада)
Софі́ївка — село Миколаївської селищної громади у Березівському районі Одеської області в Україні. Населення становить 263 осіб.

## Історія
Під час організованого радянською владою Голодомору 1932—1933 років померло щонайменше 3 жителі села.

## Населення
Згідно з переписом УРСР 1989 року чисельність наявного населення села становила 301 особа, з яких 132 чоловіки та 169 жінок.
За переписом населення України 2001 року в селі мешкали 263 особи.

### Мова
Розподіл населення за рідною мовою за даними перепису 2001 року:
| Мова       | Відсоток |
| ---------- | -------- |
| українська | 98,48 %  |
| молдовська | 0,76 %   |
| російська  | 0,76 %   |

## Відомі мешканці

### Народились
- Звєряков Михайло Іванович — економіст, доктор економічних наук, професор, член-кореспондент Національної академії наук України за спеціальністю: економічна теорія (2012). Заслужений діяч науки і техніки України (2006). Академік Академії наук вищої школи України, академік Академії економічної кібернетики України, голова комісії ради ректорів по розвитку вищої освіти Одеського регіону. Ректор Одеського національного економічного університету.